# Lalikanda
Lalikanda (nep. लालीखण्ड) – gaun wikas samiti w zachodniej części Nepalu w strefie Bheri w dystrykcie Dailekh. Według nepalskiego spisu powszechnego z 2011 roku liczył on 770 gospodarstw domowych i 4653 mieszkańców (2322 kobiety i 2331 mężczyzn).